# Eleonore Marie von Anhalt-Bernburg

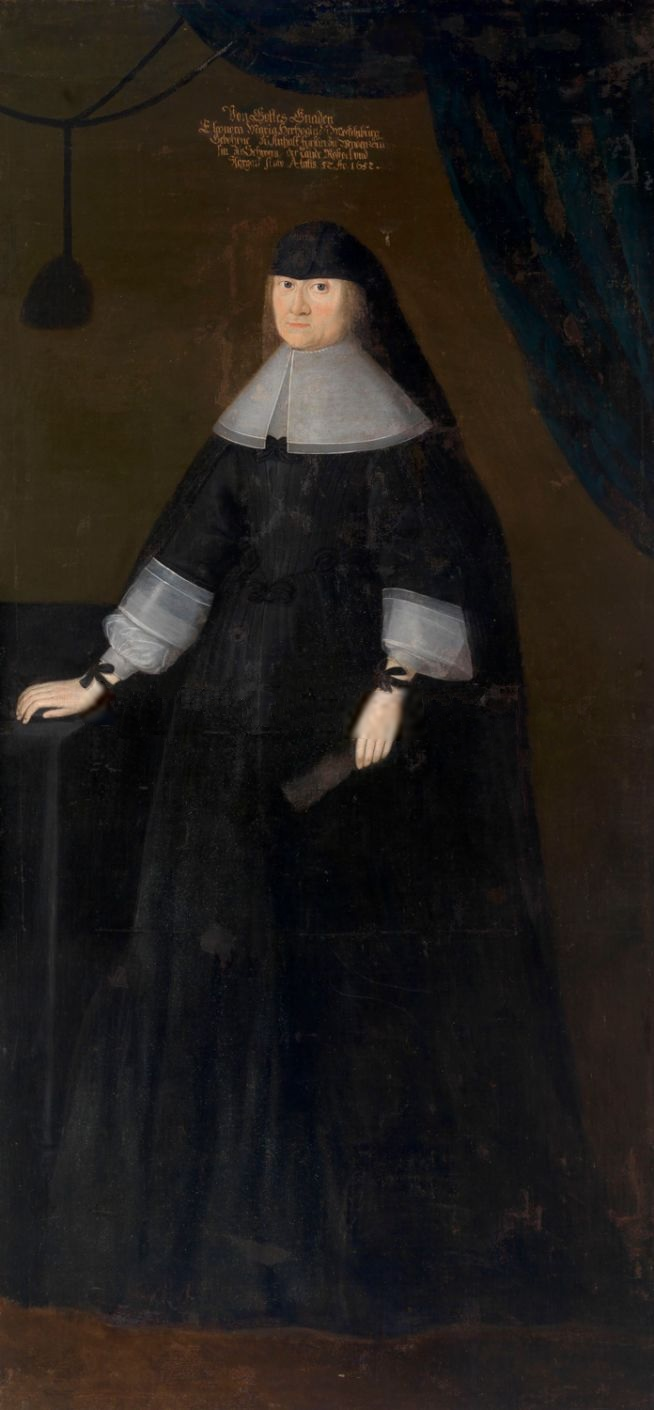
Eleonore Marie von Anhalt-Bernburg (1652)

Eleonore Marie von Anhalt-Bernburg (* 7. August 1600 in Amberg; † 17. Juli 1657 in Strelitz) war eine Prinzessin von Anhalt-Bernburg und durch Heirat Herzogin von Mecklenburg-Güstrow.

## Leben
Eleonore Marie war eine Tochter des Fürsten Christian I. von Anhalt-Bernburg (1568–1639)  aus dessen Ehe mit Anna (1579–1624), Tochter des Grafen Arnold III. von Bentheim. Unter dem Namen Die Beständige war Eleonore Marie Mitbegründerin und zweites Oberhaupt der Académie des Loyales, die als weibliches Gegenstück der Fruchtbringenden Gesellschaft gilt.
Sie heiratete am 7. Mai 1626 in Güstrow Herzog Johann Albrecht II. von Mecklenburg-Güstrow (1590–1636). Nach dem Tod ihres calvinistischen Ehemanns übernahm Eleonore Marie, wie im Testament des Herzogs festgelegt, die Regentschaft für ihren minderjährigen Sohn. Schon nach drei Tagen wurde ihr die Regentschaft als auch die Vormundschaft für Gustav Adolf von ihrem lutherischen Schwager Herzog Adolf Friedrich streitig gemacht, obwohl der verstorbene Herzog im Testament seinen lutherischen Bruder von der Übernahme der Vormundschaft ausdrücklich ausgeschlossen hatte. Eleonore Marie wehrte sich gegen den Anspruch, doch am 4. Mai 1636 unterwarfen sich die Stände Adolf Friedrich.
Adolf Friedrich legte Protest gegen das Testament seines Bruders ein, tauschte weitestgehend die Regierung in Güstrow und beließ lediglich Andreas Buggenhagen im Amt. Gegen die reformierte Kirche im Güstrower Landesteil ging er massiv vor. 1637 wurde der Erbprinz auch gewaltsam von seiner calvinistischen Mutter getrennt. An den Privatgottesdiensten Eleonore Maries durften keine der im Land verbliebenen Calvinisten mehr teilnehmen und die Herzoginwitwe wurde auf ihren Witwensitz nach Strelitz verwiesen. Kaiser Ferdinand III. verfügte zu Gunsten Eleonore Maries, doch setzte Adolf Friedrich die Prozesse fort und bezog auch ausländische Mächte in die Angelegenheit ein. Eleonore Marie verzichtete 1645 schließlich auf ihre Rechte und starb zwölf Jahre später auf ihrem Wittum in Strelitz. Sie wurde im Güstrower Dom bestattet.

## Nachkommen
Aus ihrer Ehe hatte Eleonore Marie folgende Kinder:
- Anna Sophie (1628–1666)

⚭ 1649 Herzog Ludwig IV. von Liegnitz (1616–1663)
- Johann Christian (1629–1631)
- Eleonore (1630–1631)
- Gustav Adolf (1633–1695), Herzog von Mecklenburg-Güstrow

⚭ 1654 Prinzessin Magdalene Sibylle von Schleswig-Holstein-Gottorf (1631–1719)
- Luise (1635–1648)